# Francisco de Paula Benavides Navarrete
Francisco de Paula de Benavides y Fernández de Navarrete, O.S. (Baeza, 11 de maio de 1810 - Zaragoza, 31 de março de 1895) foi um religioso espanhol, Cardeal da Santa Igreja Romana, Arcebispo de Saragoça e Patriarca das Índias.

## Vida
De família nobre e influente, nasceu no palácio de Jabalquinto. Ele era filho de Manuel Francisco de Benavides e Rodríguez Zambrano e Francisca de Paula Fernández de Navarrete Montilla, seu irmão mais velho era Antonio Benavides, ministro de Isabel II. Estudou no seminário de San Felipe Neri em Baeza e completou seus estudos eclesiásticos na Universidade de Granada. Entrou na ordem de Santiago e foi nomeado cavaleiro em Uclés (1832), sendo ordenado sacerdote em 1836. Foi reitor e professor de teologia no seminário de Baeza quando foi nomeado arcediago de Úbeda (1847) e arciprestede Jaen. Pregador supranumerário de Isabel II de Espanha e decano da catedral de Córdoba.
Promovido à sé de Sigüenza por proposta da rainha em 1857, foi consagrado pelo Arcebispo Cirilo Alameda y Brea, O.F.M. no Convento das Comendadoras de Santiago em Madrid. Foi condecorado com a Grã-Cruz da Ordem de Isabel a Católica (1863), Senador do Reino (1864). Assiste ao Concílio Vaticano I, do qual está ausente antes da aprovação da constituição da Ecclesia. Assim que chegou à sua diocese, levantou, com outros 37 bispos, um protesto ao governo pelas medidas apresentadas nas Cortes contra a Igreja. Em 1875, restaurada a monarquia, Alfonso XII o apresenta para a dignidade de patriarca das Índias e o faz esmoler e capelão real. Em 1877 é cardeal. Em 1881, Arcebispo de Saragoça. Durante o seu episcopado, realizou-se nesta cidade o II Congresso Nacional Católico. Ele foi enterrado na cripta da Catedral-Basílica de Nossa Senhora do Pilar.